# Kashiwara
Kashiwara (柏原市?) è una città giapponese della prefettura di Ōsaka, gemellata con la città italiana di Grosseto.